# Nina Christof
Nina Christof (* 18. August 2003 in Hammelburg) ist eine deutsche Eishockeyspielerin, die seit 2022 am Rensselaer Polytechnic Institute studiert und für dessen Eishockeymannschaft, den R.P.I. Engineers in der National Collegiate Athletic Association (NCAA) spielt.

## Karriere
Nina Christof begann im Alter von vier Jahren in Bad Kissingen mit dem Eislaufen. In ihrer Juniorenzeit spielte sie in den männlichen Nachwuchsmannschaften des ERV Schweinfurt. Parallel dazu lief sie ab 2015 für die verschiedenen U-Nachwuchsnationalmannschaften sowie für Auswahlmannschaften (Germany Selects)  bei internationalen Nachwuchsturnieren auf. 2017 entschloss sie sich für einen Wechsel ins US-amerikanische High-School-Internat der Selects Academy at Bishop Kearney. Zwischen 2020 und 2022 spielte sie im US-amerikanischen Prep-School-System für die Bishop Kearney Selects.
2018 wurde sie zudem erstmals für die U18-Frauen-Nationalmannschaft nominiert, mit der sie an der U18-Weltmeisterschaft teilnahm, wobei der Abstieg in die Division I folgte. In den folgenden zwei Jahren spielte Christof mit der U18-Auswahl jeweils in der zweitklassigen Division I und schaffte 2020 den Wiederaufstieg in die Top-Division.
Bei ihrer ersten Frauen-Weltmeisterschaft 2021 schoss sie in ihrem ersten Turnierspiel zwei Tore innerhalb von 60 Sekunden für die Frauen-Nationalmannschaft.
2022 entschied sich Christof für ein Studium in Computer Science am Rensselaer Polytechnic Institute und spielt parallel für das Eishockeyteam der Hochschule in der National Collegiate Athletic Association (NCAA).

## Erfolge und Auszeichnungen
- 2020 Aufstieg in die Top-Division bei der Weltmeisterschaft der U18-Frauen

## Karrierestatistik

### International
(Legende zur Spielerstatistik: Sp oder GP = absolvierte Spiele; T oder G = erzielte Tore; V oder A = erzielte Assists; Pkt oder Pts = erzielte Scorerpunkte; SM oder PIM = erhaltene Strafminuten; +/− = Plus/Minus-Bilanz; PP = erzielte Überzahltore; SH = erzielte Unterzahltore; GW = erzielte Siegtore; 1 Play-downs/Relegation; Kursiv: Statistik nicht vollständig)